# 芷江站
芷江站是沪昆客运专线长昆段的一个高铁车站，位于中国湖南省怀化市芷江侗族自治县竹坪铺乡，于2014年12月16日投入运营。

## 停靠车次
芷江站每天停靠列车次数共6次，以下为每天在本站停靠的车次及数量

## 附近景区
- 凤凰古城
- 洪江古商城
- 梵净山
- 镇远古城